# Erwiniaceae
Famille
Les Erwiniaceae sont une famille de bacilles Gram négatifs de l'ordre des Enterobacterales. Leur nom provient de Erwinia qui est le genre type de la famille.

## Taxonomie
Cette famille est créée en 2016 lors de la réorganisation de l'ordre des Enterobacterales par M. Adeolu et al. sur la base de travaux de phylogénétique moléculaire. Elle se compose de genres bactériens auparavant rattachés aux Enterobacteriaceae sur la base de critères phénotypiques.

## Liste des genres
Selon LPSN (25 octobre 2022) :
- Buchnera Munson et al. 1991
- Erwinia Winslow et al. 1920 – genre type
- Mixta Palmer et al. 2018
- Pantoea Gavini et al. 1989
- Phaseolibacter Halpern et al. 2013
- Tatumella Hollis et al. 1982
- Wigglesworthia Aksoy 1995

Le genre Kalamiella Singh et al. 2019 a été reclassé en Pantoea.
Le genre « Duffyella » Soutar & Stavrinides 2022 est en attente de publication valide.